# Савво-Борзя
Са́вво-Бо́рзя (рос. Савво-Борзя) — село у складі Александрово-Заводського району Забайкальського краю, Росія. Адміністративний центр та єдиний населений пункт Савво-Борзинського сільського поселення.

## Населення
Населення — 212 осіб (2010; 297 у 2002).
Національний склад (станом на 2002 рік):
- росіяни — 97 %